# Feira de Santana
Feira de Santana és una ciutat de l'interior de l'estat brasiler de Bahia. Està situada a 115 km de la seva capital, Salvador de Bahia. El 2015 tenia 617.528 habitants.